# Efecto Mateo
El efecto Mateo es la denominación sociológica de un fenómeno de acumulación de bienes, riqueza o fama; simplificado por la frase de Percy Bysshe Shelley «el rico se hace más rico y el pobre se hace más pobre». Aunque se atribuye el uso de este término por primera vez al sociólogo Robert K. Merton en un artículo publicado en 1968 en Science, su uso se ha extendido a otras disciplinas como la economía, la psicología y la educación, en las cuales se refiere tanto a bienes materiales, como el dinero o los valores inmateriales como la confianza o el prestigio social. El término tiene su origen en la parábola de los talentos del Evangelio de Mateo (también en el Evangelio de Lucas 19, 11-27):

Porque a cualquiera que tiene, se le dará, y tendrá más; pero al que no tiene, aun lo que tiene le será quitado.
Mateo 13:12

## Sociología
En sociología, se atribuye el uso de este término por primera vez a Robert K. Merton en un artículo publicado en Science, y hace referencia a la perversión del Principio de No Autoridad; principio fundamental que afirma que la importancia y relevancia de una determinada afirmación, teoría o trabajo científico es independiente de la importancia, relevancia o estatus de su autor. Este proceso estocástico es conocido como Conexión preferencial.

## Educación
En educación, el término fue adoptado, entre otros, por Keith Stanovich, psicólogo con labor investigadora en desórdenes en la lectura y escritura. Stanovich empleó el término para describir el fenómeno detectado en los trabajos para descubrir cómo los lectores adquieren la habilidad para leer: aprendizajes prematuros con éxitos tempranos en habilidades lectoras generalmente dan lugar a posteriores logros en lectura a lo largo del crecimiento; mientras que fracasos en el aprendizaje de la lectura antes del tercer o cuarto año de escolarización pueden ser indicativos de problemas que se mantendrán a lo largo de la vida, en el aprendizaje de nuevas habilidades lectoras.
Esto se produce porque los niños que fracasan en lectura, leen menos, aumentando la brecha entre ellos y sus compañeros. Posteriormente, cuando los estudiantes necesitan «leer para aprender» (dado que hasta entonces ellos han estado "aprendiendo a leer") sus dificultades lectoras generan problemas con la mayoría de las otras materias a aprender. En este sentido, van quedando más y más relegados a las peores calificaciones escolares, dando lugar a una mayor tasa de abandono escolar
En la educación de adultos este término describe la distribución poblacional del aprendizaje de adultos. En este caso se refiere al fenómeno por el que los adultos que tienen los más elevados niveles de educación primaria son más propensos a continuar con sus procesos de formación y aprendizaje, mientras que aquellos con los más bajos niveles de educación primaria tienen una menor tendencia a continuar con estudios reglados superiores.
Atendiendo a las expectativas previas, el efecto Mateo tiene relación con el efecto Pigmalión, descrito por Rosenthal y Jacobsen (1968), aunque este último hace referencia sólo al efecto de dichas expectativas previas sobre la percepción del rendimiento en la docencia.

## En otros ámbitos
En literatura, artes, industria cinematográfica o ciencias, el efecto Mateo puede observarse en la mayor estimación o reconocimiento personal que reciben los escritores, artistas, cineastas o científicos que ya son prestigiosos frente a otros menos conocidos.
Quienes han publicado o expuesto anteriormente sus trabajos, además de más fama, publicidad o atención, consiguen con mayor facilidad fondos económicos. Con estos mayores medios les es más fácil continuar su actividad o acometer proyectos de mayor envergadura.
Así, los factores de mayor fama y más medios disponibles dan lugar a un efecto multiplicador, o espiral creciente del «efecto Mateo». Su prestigio previo facilita ya de por sí que revistas científicas de primer orden, salas de exposiciones, editoriales, distribuidoras de cine, etc., publiquen o expongan sus trabajos. Los mayores o mejores medios a su disposición facilitan además una mayor y mejor capacidad de producción, que hará más probable que sean publicados, expuestos y publicitados, y que aumentará circularmente la fama y el prestigio de sus creadores.
Interpretándolo en sentido inverso, se produce la conocida como ley de Stigler.

En muchas ocasiones los hallazgos científicos no reciben el nombre de los que los descubrieron en primer lugar

y según el cual los trabajos o descubrimientos de los autores poco afamados, aunque sean de un nivel equivalente o superior a los de los afamados, pueden quedar en el completo olvido a no ser que alguien más prestigioso los saque posteriormente a la luz, a veces incluso atribuyéndoselos falsamente.
Debido a la combinación del efecto Mateo y la ley de Stigler, los autores afamados previamente, obtienen más fama personal que los no famosos por sus obras o descubrimientos; sus trabajos obtienen más repercusión, citas, difusión, impacto mediático, publicidad o ventas; consiguen más fondos, patrocinadores o medios para continuar con su actividad; y además es posible que reciban indebidamente el reconocimiento por trabajos o creaciones que no les son propias, o solo tengan el mérito por alguna pequeña mejora o modificación respecto a la obra o descubrimiento de un autor más anónimo.